# Takakiopsida
De klasse Takakiopsida van mossen, met slechts een orde (Takakiales), heeft in de enige familie Takakiaceae als enige het geslacht Takakia met twee soorten.

## Soorten
De soorten van de Takakiopsida hebben ongeveer 10–15 mm hoge, uit horizontale, kruipende assen ("stolonen") opstijgende stengels met verspreid tot in drie rijen staande blaadjes, die uit twee tot vier priemvormige, meer cellen dikke slippen bestaan.
Een gedeeltelijke stamboom ziet er voorlopig als volgt uit:
Plaats van de Takakiopsida binnen de Embryophyta:
| Fylogenetische stamboom van de Embryophyta naar Holt & Iudica |
| - Embryophyta (landplanten) - Marchantiophyta (Stotler & Crandall-Stotler 1977) (→ mossen s.l., bryofyten) - Haplomitriopsida - Treubiidae - Haplomitriidae - - Marchantiopsida - Blasiidae - Marchantiidae - Jungermanniopsida - Jungemanniidae - - Peliidae - Metzgeriidae - - Bryophyta (Schimper 1836) (→ mossen s.l., bryofyten) - - Sphagnopsida - Takakiopsida - - - Andreaeaobryopsida - Andreaeopsida - - Polytrichopsida - - Tetraphidopsida - - Buxbaumiopsida - Bryopsida - - Anthocerotophyta (Stotler & Crandall-Stotler 1977) (→ mossen s.l., bryofyten) - Tracheophyta, vaatplanten - † Rhyniophyta (Banks 1975) (→ pterofyten) - - - † Stam Zosterophyllophyta (Banks 1975) (→ pterofyten) - Stam Lycopodophyta (Cronquist & al. 1966) (→ pterofyten) - - † Stam Trimerophytophyta (Banks 1975) (→ pterofyten) - Euphyllophyta (Kenrick & Crane 1997) - † Klasse Cladoxylidopsida - - † Klasse Coenopteridopsida - - Stam Pteridophyta (Schimper 1879), varens - Lignophyta - † Orde Aneurophytales (→ progymnospermofyten) - - - † Orde Protopityales (→ progymnospermofyten) - † Orde Archaeopteridales (→ progymnospermofyten) - Spermatophyta, zaadplanten - † Klasse Lyginopteridopsida (→ zaadvarens) - - † Klasse Medullosopsida (→ zaadvarens) - - † Klasse Callistophytopsida (→ zaadvarens) - - Klasse Cycadopsida (→ naaktzadigen) - - † Klasse Peltaspermopsida (→ zaadvarens) - - - Stam Ginkgophyta (→ naaktzadigen) - - Stam Gnetophyta (→ naaktzadigen) - Orde Gnetales - Orde Ephedrales - Orde Welwitschiales - Stam Coniferophyta (→ naaktzadigen) - † Klasse Cordaitopsida - - † Klasse Voltziopsida - Klasse Pinopsida - - - † Klasse Caytoniopsida (→ zaadvarens) - † Stam Cycadeoidophyta (→ naaktzadigen) - Stam Angiospermophyta (Berry 1915), bedektzadigen - basale 'angiosperms' - - 'magnoliids', magnoliiden (Magnoliopsida) - - Monocotyledoneae ('monocots') - Dicotyledoneae ('eudicots') |
| niet-monofyletische groep (→ behoort tot de ...) wordt ook gerekend tot een polyfyletische groep |